# Mistrovství Evropy ve fotbale hráčů do 19 let 2011
Mistrovství Evropy ve fotbale hráčů do 19 let 2011 se konalo od 20. července do 1. srpna 2011 v Rumunsku. Jednalo se o 26. ročník turnaje v této věkové kategorii, kterého se účastní osm týmů. Obhájcem titulu byla reprezentace Francie, která se na závěrečný turnaj nekvalifikovala. Turnaje se mohli účastnit hráči narození nejdříve 1. ledna 1992. Titul vyhrálo Španělsko, když ve finále zdolalo Českou republiku 3:2 po prodloužení.

## Účastníci
Byla sehrána kvalifikace, které se zúčastnilo 52 reprezentací (Rumunsko mělo účast na závěrečném turnaji jistou jako pořadatel). V první fázi bylo 52 týmů rozlosováno do 13 skupin po 4 týmech. Ve skupinách se utkal každý s každým jednokolově na stadionech jednoho z účastníků skupiny jako víkendový turnaj. Vítězové skupin, týmy na druhých místech a dva nejlepší týmy ze žebříčku celků umístivších se na třetích místech postoupili do druhé fáze. V té bylo 28 týmů rozlosováno do 7 skupin po čtyřech. Opět se utkal každý s každým jednokolově na stadionech jednoho z účastníků skupiny jako víkendový turnaj. Všech 7 vítězů skupin postoupilo na závěrečný turnaj.
- Belgie
- Česko
- Řecko
- Irsko
- Rumunsko (hostitel turnaje)
- Srbsko
- Španělsko
- Turecko

## Pořadatelská města a stadiony
| Město     | Stadion             | Kapacita |
| --------- | ------------------- | -------- |
| Berceni   | Stadionul Berceni   | 2 600    |
| Buftea    | Stadionul Buftea    | 800      |
| Chiajna   | Stadionul Concordia | 3 700    |
| Mogoşoaia | Stadionul Mogoşoaia | 1 000    |

## Skupinová fáze

### Skupina A
| Tým      | Z | V | R | P | VG | IG | +/- | B |
| -------- | - | - | - | - | -- | -- | --- | - |
| Česko    | 3 | 3 | 0 | 0 | 6  | 2  | +4  | 9 |
| Irsko    | 3 | 1 | 1 | 1 | 3  | 3  | 0   | 4 |
| Řecko    | 3 | 1 | 0 | 2 | 2  | 3  | –1  | 3 |
| Rumunsko | 3 | 0 | 1 | 2 | 1  | 4  | –3  | 1 |

| 20. července 2011 21:00 |        |                  |                                                                   |
| Řecko                   | 1 – 2  | Irsko            | Stadionul Buftea, Buftea diváci: 100 rozhodčí: Pawel Gil (Polsko) |
| Katidis 5'              | Report | O'Connor 2', 51' | Stadionul Buftea, Buftea diváci: 100 rozhodčí: Pawel Gil (Polsko) |

| 20. července 2011 21:00 |        |                                          |                                                                               |
| Rumunsko                | 1 – 3  | Česko                                    | Stadionul Concordia, Chiajna diváci: 3 300 rozhodčí: Clément Turpin (Francie) |
| Stanciu 30'             | Report | Přikryl 44' Jeleček 61' (pen.) Jánoš 85' | Stadionul Concordia, Chiajna diváci: 3 300 rozhodčí: Clément Turpin (Francie) |

| 23. července 2011 19:00 |        |                |                                                                              |
| Česko                   | 2 – 1  | Irsko          | Stadionul Mogoşoaia, Mogoşoaia diváci: 400 rozhodčí: Tamás Bognar (Maďarsko) |
| Brabec 69' Lácha 71'    | Report | O'Sullivan 10' | Stadionul Mogoşoaia, Mogoşoaia diváci: 400 rozhodčí: Tamás Bognar (Maďarsko) |

| 23. července 2011 21:00 |        |       |                                                                            |
| Rumunsko                | 0 – 1  | Řecko | Stadionul Berceni, Berceni diváci: 2 600 rozhodčí: Stuart Attwell (Anglie) |
| Fortounis 37'           | Report |       | Stadionul Berceni, Berceni diváci: 2 600 rozhodčí: Stuart Attwell (Anglie) |

| 26. července 2011 19:00 |        |       |                                                                                  |
| Česko                   | 1 – 0  | Řecko | Stadionul Mogoşoaia, Mogoşoaia diváci: 1 000 rozhodčí: Tom Harald Hagen (Norsko) |
| Přikryl 70'             | Report |       | Stadionul Mogoşoaia, Mogoşoaia diváci: 1 000 rozhodčí: Tom Harald Hagen (Norsko) |

| 26 July 2011 19:00 |        |          |                                                                             |
| Irsko              | 0 – 0  | Rumunsko | Stadionul Berceni, Berceni diváci: 2 000 rozhodčí: Arťom Kučin (Kazachstán) |
|                    | Report |          | Stadionul Berceni, Berceni diváci: 2 000 rozhodčí: Arťom Kučin (Kazachstán) |

### Skupina B
| Tým       | Z | V | R | P | VG | IG | +/- | B |
| --------- | - | - | - | - | -- | -- | --- | - |
| Španělsko | 3 | 2 | 0 | 1 | 8  | 4  | +4  | 6 |
| Srbsko    | 3 | 1 | 1 | 1 | 3  | 5  | –2  | 4 |
| Turecko   | 3 | 1 | 1 | 1 | 4  | 3  | +1  | 4 |
| Belgie    | 3 | 0 | 2 | 1 | 3  | 6  | –3  | 2 |

| 20. července 2011 19:00 |        |         |                                                                             |
| Srbsko                  | 2 – 0  | Turecko | Stadionul Berceni, Berceni diváci: 1 000 rozhodčí: Arťom Kučin (Kazachstán) |
| Jojić 57' Trujić 89'    | Report |         | Stadionul Berceni, Berceni diváci: 1 000 rozhodčí: Arťom Kučin (Kazachstán) |

| 21. července 2011 18:00                                 |        |              |                                                                              |
| Španělsko                                               | 4 – 1  | Belgie       | Stadionul Mogoşoaia, Mogoşoaia diváci: 750 rozhodčí: Stuart Attwell (Anglie) |
| Sarabia 15' (pen.) Alcácer 65' Muñiz 90+1' Morata 90+3' | Report | Cuvelier 46' | Stadionul Mogoşoaia, Mogoşoaia diváci: 750 rozhodčí: Stuart Attwell (Anglie) |

Zápas byl kvůli špatnému počasí po 15 minutách odložen na 21. července 2011 za stavu 1-0 pro Španělsko.
| 23. července 2011 19:00 |        |              |                                                                        |
| Turecko                 | 1 – 1  | Belgie       | Stadionul Buftea, Buftea diváci: 350 rozhodčí: Tamás Bognar (Maďarsko) |
| Ali 77'                 | Report | Vervaeke 90' | Stadionul Buftea, Buftea diváci: 350 rozhodčí: Tamás Bognar (Maďarsko) |

| 23. července 2011 21:00 |        |                                 |                                                                         |
| Srbsko                  | 0 – 4  | Španělsko                       | Stadionul Concordia, Chiajna diváci: 2 000 rozhodčí: Pawel Gil (Polsko) |
|                         | Report | Morata 13', 22', 75' Juanmi 15' | Stadionul Concordia, Chiajna diváci: 2 000 rozhodčí: Pawel Gil (Polsko) |

| 26. července 2011 21:00                     |        |           |                                                                            |
| Turecko                                     | 3 – 0  | Španělsko | Stadionul Concordia, Chiajna diváci: 700 rozhodčí: Tamás Bognar (Maďarsko) |
| Ramalho 31' (vl.) Kamil 51' Gómez 56' (vl.) | Report |           | Stadionul Concordia, Chiajna diváci: 700 rozhodčí: Tamás Bognar (Maďarsko) |

| 26. července 2011 21:00 |        |             |                                                               |
| Srbsko                  | 1 – 1  | Belgie      | Stadionul Buftea, Buftea diváci: 800 rozhodčí: Clément Turpin |
| Mrkela 6'               | Report | Vermijl 73' | Stadionul Buftea, Buftea diváci: 800 rozhodčí: Clément Turpin |

## Vyřazovací fáze

### Pavouk
|  | Semifinále               | Semifinále |   |  | Finále             | Finále |  |
|  |                          |            |   |  |                    |        |  |
|  | 29. července – Mogoşoaia |            |   |  |                    |        |  |
|  | Česko                    | 4          |   |  |                    |        |  |
|  | Srbsko                   | 2          |   |  |                    |        |  |
|  |                          |            |   |  |                    |        |  |
|  |                          |            |   |  | 1. srpna – Chiajna |        |  |
|  |                          |            |   |  | Česko              | 2      |  |
|  |                          | Španělsko  | 3 |  |                    |        |  |
|  |                          |            |   |  |                    |        |  |
|  |                          |            |   |  |                    |        |  |
|  |                          |            |   |  |                    |        |  |
|  | 29. července – Chiajna   |            |   |  |                    |        |  |
|  | Španělsko                | 5          |   |  |                    |        |  |
|  | Irsko                    | 0          |   |  |                    |        |  |

### Semifinále
| 29. července 2011 18:45                              |        |                     |                                                                  |
| Česko                                                | 4 – 2  | Srbsko              | Stadionul Concordia, Chiajna diváci: 2 500 rozhodčí: Arťom Kučin |
| Přikryl 6' Kalas 16' Jeleček 19' (pen.) Skalák 90+2' | Report | Despotović 23', 28' | Stadionul Concordia, Chiajna diváci: 2 500 rozhodčí: Arťom Kučin |

| 29. července 2011 20:45                                    |        |       |                                                                     |
| Španělsko                                                  | 5 – 0  | Irsko | Stadionul Concordia, Chiajna diváci: 2 000 rozhodčí: Clément Turpin |
| Deulofeu 27' Sarabia 40' Juanmi 46' Morata 79', 90' (pen.) | Report |       | Stadionul Concordia, Chiajna diváci: 2 000 rozhodčí: Clément Turpin |

### Finále
| 1. srpna 2011 20:00  |             |                                   |                                            |
| Česko                | 2 – 3 (pr.) | Španělsko                         | Stadionul Concordia, Chiajna diváci: 3 700 |
| Krejčí 52' Lácha 97' |             | Aurtenetxe 84' Alcácer 107', 115' | Stadionul Concordia, Chiajna diváci: 3 700 |

## Střelci branek
6 gólů
- Álvaro Morata

3 góly
- Tomáš Přikryl
- Francisco Alcácer

2 góly
- Anthony O'Connor
- Tomáš Jeleček
- Djordje Despotović
- Juanmi
- Pablo Sarabia
- Patrik Lácha

1 gól
- Florent Cuvelier
- Marnick Vermijl
- Jonas Vervaeke
- Jakub Brabec
- Adam Jánoš
- Tomáš Kalas
- Ladislav Krejčí
- Jiří Skalák
- Kostas Fortounis
- Giorgos Katidis
- John O'Sullivan
- Nicolae Stanciu
- Miloš Jojić
- Andrej Mrkela
- Nikola Trujić
- Jon Aurtenetxe
- Gerard Deulofeu
- Juan Muñiz
- Kamil Ahmet Çörekçi
- Ali Dere